# Redscale

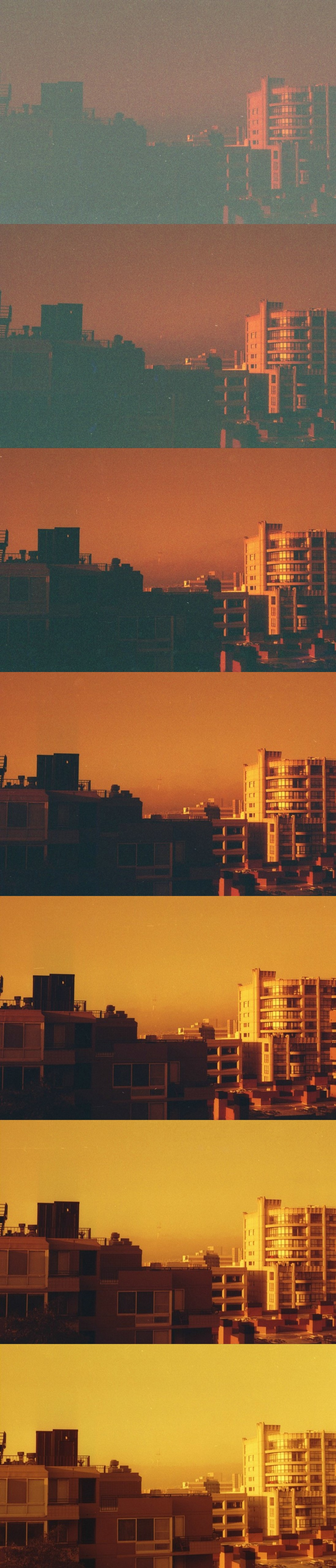
Film exposé en redscale à 7 niveaux d'expositions

Redscale est une technique d'exposition de films photographiques, où le film est exposé du mauvais côté. Normalement, cela se fait en enroulant le film à l'envers dans une cartouche vide. Le nom "redscale" vient parce qu'il y a une dominante (jaune/orangé).
- (en) Cet article est partiellement ou en totalité issu de l’article de Wikipédia en anglais intitulé « Redscale » (voir la liste des auteurs).